# Safari (album)
Safari jest siedemnastym albumem Lorenzo Jovanottiego.

## Płyta
Płyta jest zadedykowana zaginionemu bratu artysty. Została wydana 18 stycznia 2008 roku w czterech różnych wersjach: CD z 12 utworami, luksusowym wydaniem CD z 15 utworami (zawiera także płytę DVD z dodatkową dokumentacją), w wersji do ściągnięcia przez iTunes z 14 utworami oraz wersji na pamięci USB 1GB.
Singiel A te osiągnął niesamowity sukces i utrzymywał się na włoskiej liście przebojów na pierwszych trzech miejscach przez 25 tygodni z rzędu (przez 8 tygodni na pierwszym miejscu).
Album sprzedał się w ponad 550 000 egzemplarzach tylko w samych Włoszech.

### Single
1. Fango (z Benem Harperem) 04' 34"
2. Mezzogiorno 04' 22"
3. A te 04' 25"
4. Dove ho visto te 04' 30"
5. In orbita 04' 33"
6. Safari (z Giuliano Sangiorgim) 04' 25"
7. Temporale (z Sly & Robbie) 05' 54"
8. Come musica 03' 50"
9. Innamorato 02' 38"
10. Punto (z Sergiem Mendesem) 04' 11"
11. Antidolorificomagnifico 04' 26"
12. Mani libere 2008 (z Michaelem Frantim) 04' 25"
13. Come parli l'italiano
14. Nel mio tempo
15. Il gioco del mondo